# Вуд, Уильям (политик)
Уильям Вуд (англ. William P. Wood; 11 марта 1820, Александрия, Виргиния — 20 марта 1903, Вашингтон) — первый директор секретной службы США. 5 июля 1865 года его привёл к присяге министр финансов США Хью Мак-Куллох.
Уильям Вуд участвовал в войне с Мексикой, а на момент назначения директором секретной службы США работал комендантом тюрьмы в Вашингтоне.